# Cepheuptychia
Genre
Cepheuptychia est un genre de papillons de la famille des Nymphalidae et de la sous-famille des Satyrinae.

## Dénomination
Le nom de Cepheuptychia leur a été donné par Walter Forster en 1964.

## Liste des espèces
- Cepheuptychia angelica (Butler, 1874) ; présent au Brésil
- Cepheuptychia cephus (Fabricius, 1775) ; présent en Colombie, au Surinam, en Guyane et au Brésil.
- Cepheuptychia glaucina (Bates, 1865) ; présent au Mexique, au Guatemala et en Bolivie.
- Cepheuptychia romani (Aurivillius, 1929) ; présent au Brésil
- Cepheuptychia sp. au Pérou.

### Source
- funet